# Hamed ben Issa Al Khalifa
Hamad ben Issa Al Khalifa (arabe : حمد ابن عيسى آل خليفة), né le 28 janvier 1950, émir en 1999, devenu roi en 2002, est le 12e souverain de Bahreïn.

## Biographie
Il est le fils aîné de l'émir Issa ben Salmane Al Khalifa. Il fait ses études à The Leys School à Cambridge ainsi que dans des académies militaires au Royaume-Uni et aux États-Unis.
Il se proclame roi en 2001 et instaure une nouvelle Constitution qui consolide l'absolutisme. Une chambre haute fait son apparition, composée de 40 parlementaires nommés par le roi.
Il achète en 2008 l'hôtel de Bourbon-Condé à Paris pour 66 millions d'euros.
À partir de 2011, il est confronté au printemps arabe où son autorité est contestée par le peuple dont la grande majorité chiite s'estime victime de discriminations de la part de la minorité sunnite. À Manama, 100 000 personnes (pour une nation de 500 000 citoyens), défilent contre la monarchie. L'Arabie saoudite déploie des troupes pour réprimer la contestation. Les principaux mouvements d'opposition ont été dissous et les dissidents ont été emprisonnés et déchus de leur nationalité.
Donald Trump lui remet la Légion du mérite en janvier 2021 « en reconnaissance du solide partenariat » avec les États-Unis et « la décision d'établir des relations diplomatiques complètes avec l’État d'Israël ». Bahreïn avait reconnu en septembre 2020 des accords négociés par Washington de normalisation de ses relations avec Israël. Ces accords ont été qualifiés de « trahison » par les Palestiniens.

## Famille
Il a épousé le 9 octobre 1968, à l'âge de 18 ans, sa cousine germaine (ils sont les petits-enfants de Salman II, hakim de Bahreïn de 1942 à 1961), la princesse Sabika Al Khalifa (née en 1948), dont il a 4 enfants. Le prince héritier porte la qualification d'altesse royale, les autres enfants celle d'altesse :
1. le prince Salman ben Hamad Al Khalifa (né le 21 octobre 1969), prince héritier
2. le prince Abdallah ben Hamed Al Khalifa (né le 30 juin 1975)
3. le prince Khalifa ben Hamed Al Khalifa (né le 4 juin 1977)
4. la princesse Najla bent Hamed Al Khalifa (née le 20 mai 1981)

D'un deuxième mariage avec la Koweïtienne Cheia bent Hassan al-Khrayyech Al Ajmi, il a deux fils portant le prédicat d'altesse:
1. le prince Nasser ben Hamed Al Khalifa (né le 8 mai 1987)
2. le prince Khalid ben Hamed Al Khalifa (né le 23 septembre 1989)

D'un troisième mariage avec la Qatarienne Hessa bint Faisal bin Muhammad bin Shuraim Al Marri, il a un fils et deux filles portant le prédicat d'altesse :
1. le prince Faisal ben Hamed Al Khalifa (12 février 1991-12 janvier 2006)
2. la princesse Nura bent Hamed Al Khalifa (née le 6 novembre 1993)
3. la princesse Mounira bent Hamed Al Khalifa (née le 15 juillet 1995)

D'un quatrième mariage avec Manal bint Jabor Al Naimi, il a deux filles et un fils portant le prédicat d'altesse :
1. la princesse Hessa bint Hamed Al Khalifa
2. le prince Sultan ben Hamed Al Khalifa
3. la princesse Rima bent Hamed Al Khalifa

Il a donné son nom au « prix UNESCO-Roi Hamed ben Issa el-Khalifa pour l'utilisation des technologies de l'information et de la communication (TIC) dans l'éducation ».

## Décorations
- Collier de l'ordre du roi Abdelaziz  Arabie saoudite
- Grand-croix de l'ordre national de la Croix du Sud du Brésil  Brésil

- Collier de l'ordre de la Couronne  Brunéi
- Grand-croix de l'ordre de Dannebrog  Denmark
- Collier de l'ordre du Nil  Égypte
- Grand cordon de l'ordre de la République  Égypte
- Collier de l'ordre de Zayed  Émirats arabes unis
- Grand-croix de l'ordre d'Isabelle la Catholique  Espagne
- Commandeur de la Legion of Merit  États-Unis
- Grand-croix de l'ordre national du Mérite  France
- Grand cordon de l'ordre de l'Étoile de la république d'Indonésie (en)  Indonésie
- Grand cordon de l'ordre des deux Rivières  Irak
- Grand cordon de l'ordre de la Couronne perse  Iran
- Collier de l'ordre royal de la famille du Johor  Johor
- Grand collier de l’ordre de Ali ibn Hussein  Jordanie
- Grand cordon de l'ordre suprême de la Renaissance  Jordanie
- Grand cordon de l'ordre de l'étoile de Jordanie  Jordanie
- Grand cordon de l'ordre du Grand Conquérant  Libye
- Collier de l'ordre de la Couronne du Royaume  Malaisie
- Collier de l'ordre de Souveraineté  Maroc
- Grand cordon de l'ordre du Trône  Maroc
- Grand cordon de l'ordre du Mérite national  Mauritanie
- Première classe de l'ordre d'Oman  Oman
- Grand Collier de l'État de Palestine  Palestine
- Chevalier grand-croix de l'ordre de Saint-Michel et Saint-Georges  Royaume-Uni
- Médaille de l'ordre de Neutralidad  Turkménistan
- Grand cordon de l'ordre de la République tunisienne  Tunisie
- Grand cordon de l'ordre de la République  Yémen